# Mistero Buffo
Mistero Buffo er en teaterforestilling af Dario Fo opført første gang i 1969. Stykket, der er for én skuespiller, bygger på en gøglertradition fra Italien i Middelalderen samt Commedia dell'arte.
Det består af syv dele. 
- Lazarus' genopstandelse. På kirkegården sælges tilskuerbilletter, og der arrangeres væddemål om, hvorvidt det lykkes for Jesus at genopvække Lazarus.
- Pave Bonifacius VIII. Paven, omgivet af sine tjenere, går i højtidelig procession og møder Jesus. Paven og Jesus geråder i en diskussion, der udvikler sig til skænderi. Tjenerne forlader paven, og striden slutter med, at Jesus giver paven et los i røven.
- Zannis sult. Den fattige Zanni drømmer om overdådige madretter. En generende flue vækker ham af drømmen, han spiser fluen og føler sig mæt.
- Beretningen om Sankt Benedikt af Nurcia. Under en bøn løfter den hellige mand sig fra jorden. Hans klosterbrødre, selv den fede kok, følger ham op i luften, men Benedikt tøjrer sine følgere til jorden med hakker, skovle og spader.
- Scapinos grammelot. Scapino er tjener for en ung mand, der har arvet en formue efter sin far, og må have sin tjener til at lære sig, hvordan man gebærder sig som voksen velhaver. Grammelot er en teatertradition, der betjener sig af et vildt fabulerende sprog I et miskmask af dialekter, onomatopoietikon, lingua franca m.v.
- Den engelske advokats grammelot. Endnu en fabulerende tekst, der satiriserer over en juridisk tradition efter hvilken voldtægtsforbrydere med hjælp af alverdens prokuratorkneb vikler sig fri af berettigede anklager.
- Maria ved korset er en af Franca Rames tekster. Jomfru Maria forhindres af vagterne I at hjælpe sin lidende, korsfæstede søn. Ærkeenglen Gabriel brokker sig over, at historiens sørgelige slutning bliver afsløret.
- Miraklet ved brylluppet i Kana. Ærkeenglen Gabriel forsøger at forklare miraklet, men bliver ustandseligt afbrudt af en beruset bryllupsgæst, der beretter hvordan han oplevede tildragelsen.

I 1980 turnerede den svenske skuespiller Björn Granath med sin fortolkning af Mistero Buffo i Danmark. 